# ロレーン・ダウンズ
ロレーン・ダウンズ（Lorraine Elizabeth Downes, 1964年6月12日 - ）は、ニュージーランドのモデル。1983年、第32回ミス・ユニバース世界大会（ミス・ユニバース1983）優勝。オセアニアから2人目、ポリネシアから史上初のミス・ユニバースである。

## 経歴
1964年6月12日、父Lloydと母Glad Downesの間に生まれる。3人の姉妹を持つ。
1983年、オークランドを代表してミス・ユニバース・ニュージーランドに出場。優勝。
1983年7月11日、ミズーリ州セントルイスで開催された世界大会で優勝。ミス・ユニバース1983となる。決勝の舞台の上で、彼女は肘までの長さのレースの手袋（オペラグローブ）とフリルのついたロイヤルブルーのドレスを着用していた。

### その後
ウェリントンでモデル代理店およびペット理容スクールの所有者として働くが、1992年、第一子誕生を機に表舞台から退く。
2005年、モデル事務所と契約、キャットウォークを歩く（15年ぶり2回目）。
2006年、ダンシング・ウィズ・ザ・スターズのニュージーランド版で優勝。
2014年、地元のピンクリボンキャンペーンに協力。
2018年4月、自伝Life, Loss, Love（Allen & Unwin, ISBN 9781760633493）を上梓。

### フィルモグラフィ
- Dancing with the Stars[4]
  - 2006年5月7日　Episode #2.1
  - 2006年5月14日　Episode #2.2
  - 2006年5月21日　Episode #2.3
  - 2006年5月28日　Episode #2.4
  - 2006年6月4日　Episode #2.5
  - 2006年6月11日　Episode #2.6
  - 2006年6月18日　Episode #2.7
  - 2006年6月25日　Episode #2.8

## 私生活
1986年、ラグビーニュージーランド代表の選手・Murray Mextedと結婚。二子を儲ける。2001年、離婚。
2009年、クリケット選手のマーティン・クロウと結婚。2016年、マーティンは悪性リンパ腫で死去。
マーティンの弟Jeff Croweは元クリケット選手・国際試合審判であり、いとこRussell Croweは映画俳優である。